# Calvin Harris
Pour les articles homonymes, voir Harris.
Adam Richard Wiles, plus connu sous son nom de scène Calvin Harris (né le 17 janvier 1984 à Dumfries, en Écosse), est un disc jockey, chanteur et producteur britannique de musique électronique. Surnommé « le nouveau roi de l'electropop » par la presse spécialisée, son premier album I Created Disco, sorti en 2007, est disque d'or au Royaume-Uni, notamment grâce aux titres à succès Acceptable in the 80s et The Girls.
Il est également auteur et producteur de morceaux d'autres artistes, tels que In My Arms et Heart Beat Rock sur l'album X (2007) de Kylie Minogue, ainsi que Dance Wiv Me en collaboration avec le rappeur Dizzee Rascal. Cinq jours après sa sortie, son deuxième album studio, Ready for the Weekend, s'impose le 17 août 2009 à la première place du UK Albums Chart. L'album contient les morceaux I'm Not Alone, Ready for the Weekend, Flashback et You Used to Hold Me. Un album de remix intitulé L.E.D. Festival est publié en juin 2007, accompagnant l'édition d'août du magazine britannique Mixmag. En 2011, il participe à l'album Talk That Talk de la chanteuse Rihanna sur deux titres, We Found Love et Where Have You Been, avant de sortir son troisième album, 18 Months, fin 2012, puis Motion, fin 2014.
En 2015, selon les estimations du magazine Forbes réalisées à partir de 2013, Calvin Harris accumule les plus grands revenus pour un disc jockey durant trois années de suite,.

## Biographie

### Débuts
Calvin Harris naît le 17 janvier 1984 à Dumfries, en Écosse. Il est attiré par la musique électronique à l'adolescence, et se lance dans la composition de démos en 1999 dans sa chambre. Selon une interview accordée au tabloïd News of the World, il explique, avec tout le temps passé à créer de la musique, avoir développé une personnalité antisociale. Son premier succès remonte à ses 21 ans ; sous le nom de Stouffer, il publie les titres Da Bongos et Brighter Days sous formats vinyle et comme EP au label Prima Facie au début de 2002. Mais c'est en 2007 qu'il se fait connaître sur Internet avec son premier single officiel, Acceptable in the 80s. Ce dernier se classe dixième des classements musicaux britanniques, et est inclus dans le jeu vidéo Just Dance. Les singles suivants, The Girls et Merrymaking at My Place se classent troisième et quarante-troisième, respectivement. Le cinquième et dernier single de l'album, Colours, est joué dans plusieurs publicités à la télévision. Ces singles se retrouveront dans son premier album, I Created Disco, publié en 2007.
En 2006, Calvin Harris, âgé de 23 ans, n'arrivant plus à payer son loyer à Londres, retourne dans sa ville natale de Dumfries et travaille quelque temps chez Marks & Spencer. Peu de temps après, il est découvert par Tommie Sunshine via le réseau social MySpace. Il accède alors à la célébrité, et signe quelques contrats avec les labels EMI et Sony BMG. Jusqu'ici, il réussit seulement à publier un titre en 2004 avec l'artiste Ayah Marar, qui apparaît sur l'album The Unabombers' Electric Soul 2.

### I Created Disco(2007–2008)

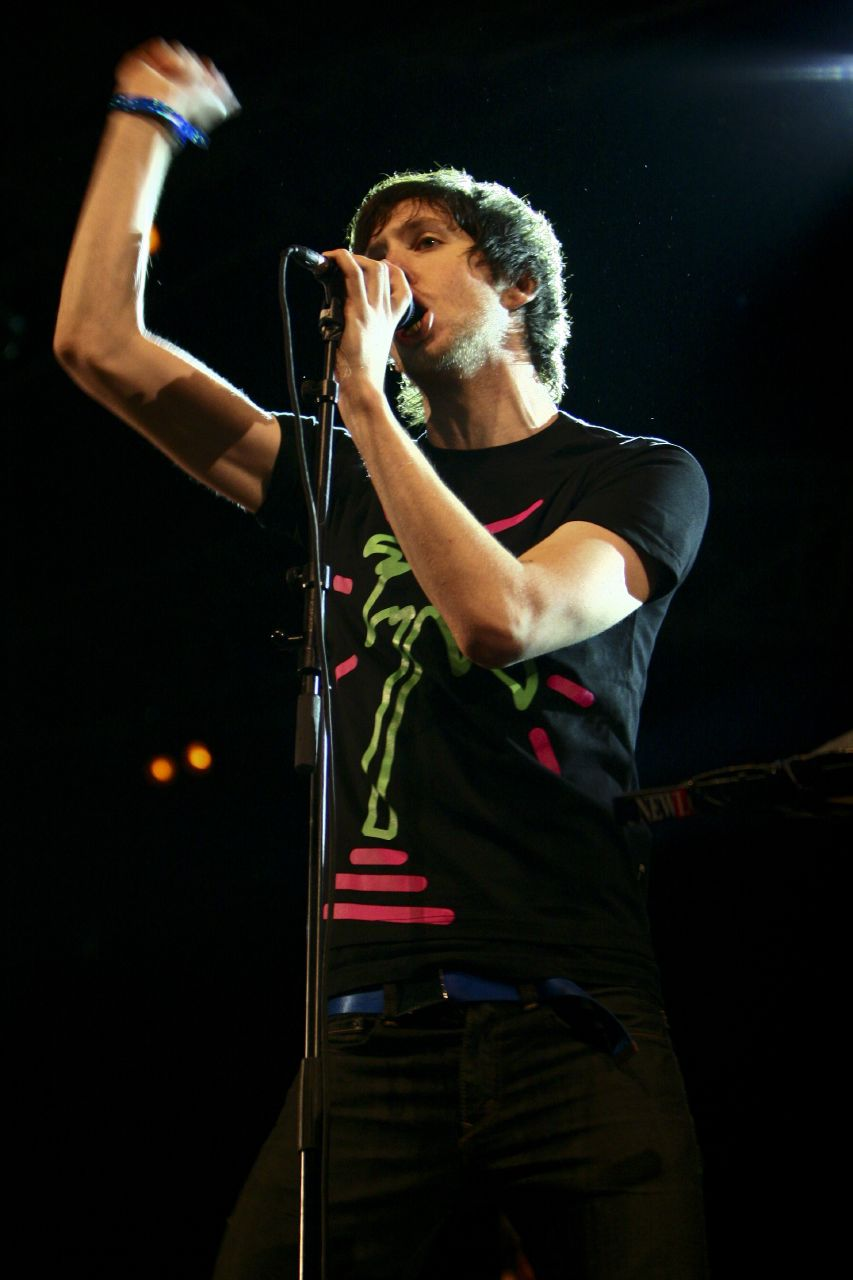
Calvin Harris, aux Eurockéennes de 2008.

Le premier album de Calvin Harris, I Created Disco, est publié le 29 juin 2007. L'album contient des chansons electroclash influencés par la musique des années 1980. L'album a la particularité d'avoir été entièrement crée sur un ordinateur Amiga avec le logiciel Octamed. Pour la promotion de I Created Disco, Harris entreprend une tournée au Royaume-Uni aux côtés de Faithless et Groove Armada. L'album est certifié disque d'or en Grande-Bretagne. Le premier single, Vegas, est un single promotionnel publié qu'en édition limitée. Le 18 octobre, la radio anglaise BBC Radio 1 lui consacre deux heures de mix.
La même année, Harris attire l'attention de la chanteuse Kylie Minogue, ce qui lui permet de co-écrire et produire deux titres de son album X, Heart Beat Rock et le single In My Arms qui deviendra un succès au Royaume-Uni. Calvin Harris contribue également à la composition de la chanson Off & On pour l'album Overpowered de Róisín Murphy ; le titre, cependant retiré de l'album, est par la suite attribué par Harris à l'album Make a Scene de Sophie Ellis-Bextor, publié en 2011. Harris explique plus tard considérer Murphy comme « un peu trop folle » d'avoir supprimé la chanson ; il s'excusera ensuite auprès d'elle en reconnaissant avoir dit des « choses qui n'étaient pas très gentilles. » La chanteuse répondra : « ce n'est pas grave, parfois tout le monde dit des choses déplacées. » Calvin Harris remixera également un titre de Dragonette, I Get Around, qui sera refusé et détesté par le groupe. Harris déclarera que « le groupe n'a pas été très sympathique avec moi […] ils disaient “c'est de la m…” et m'ont demandé de tout changer, je leur ai répondu que je ne pouvais pas, et il l'ont quand même retiré. »
La chanteuse Kelis demande également à Calvin Harris de collaborer pour la préparation de son prochain album Flesh Tone, avec comme motivation « une certaine excitation et une envie créative » de travailler aux côtés de Harris sachant qu'ils pourraient « faire quelque chose ensemble. » Le projet n'aboutira pas, malgré cela, Calvin Harris remixera le titre 4th of July (Fireworks), et collaborera avec la chanteuse sur le titre Bounce en 2011.
Calvin Harris explique, au début de 2008, avoir refusé de collaborer avec Lady Gaga. Il déclarera : « J'ai reçu des e-mails qui me proposaient de travailler avec elle le 1er janvier 2008. Même si, quelques mois plus tard, elle était devenue une star, je ne regrettais pas d'avoir refusé. » Il reconnaitra plus tard voir en elle une « bonne artiste. »

### Ready for the Weekend(2008–2010)

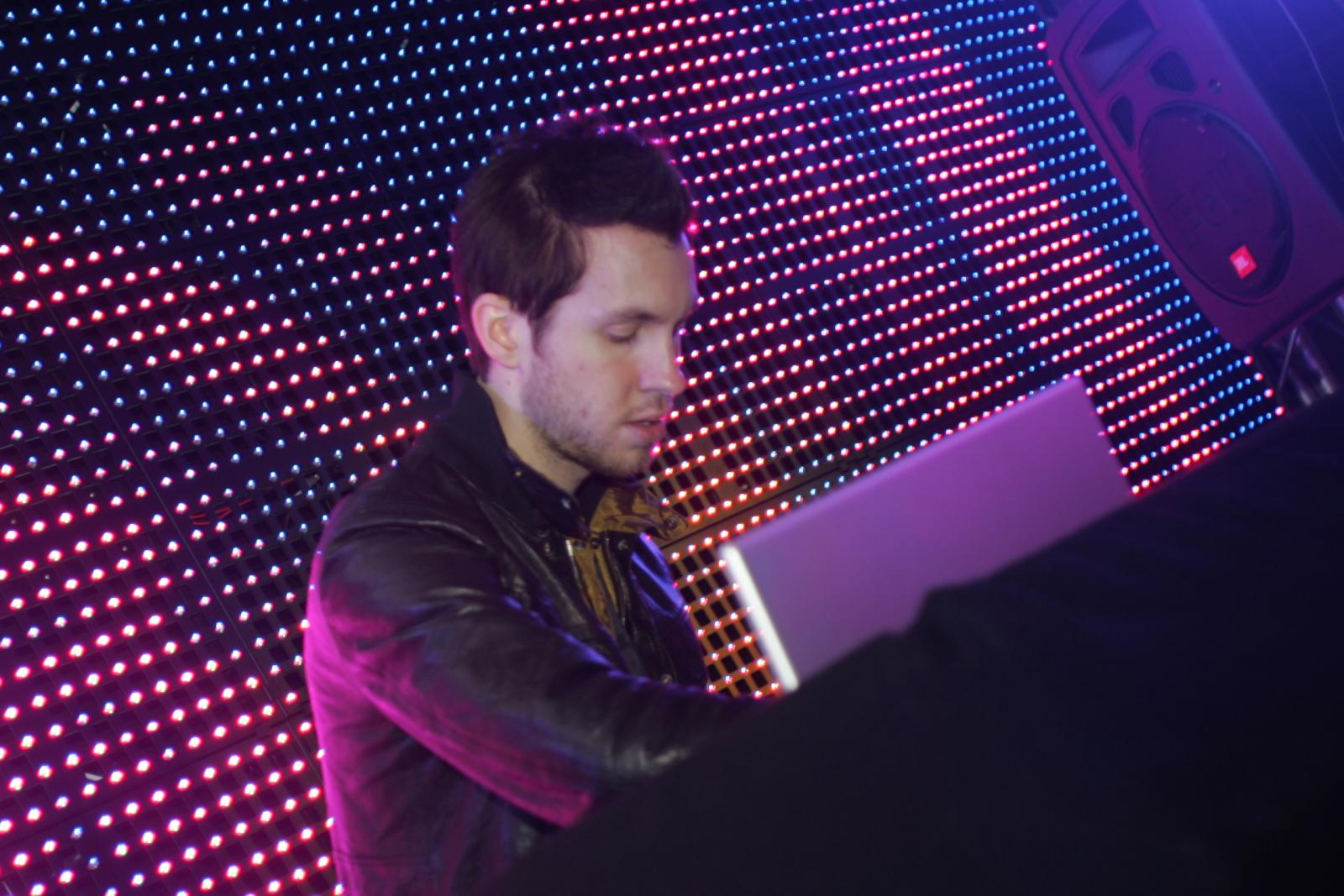
Calvin Harris au Xbox Reverb Launch en 2009.

En avril 2008, Calvin Harris déclare avoir perdu le seul exemplaire existant de son prochain album sur lequel il avait travaillé pendant sept mois. Il l'aurait vraisemblablement perdu lorsque le sac contenant son ordinateur portable s'est égaré lors de problèmes de manutention des bagages à l'ouverture du terminal de l'aéroport d'Heathrow. Dans une entrevue en avril 2009, Calvin Harris reconnait que, même après avoir perdu ses bagages à Heathrow, avoir menti sur le fait que ceux-ci contenaient son ordinateur et que cette mésaventure lui avait permis de retarder la date de sortie de l'album, et ainsi avoir plus de temps pour le peaufiner, ajoutant que ce mensonge avait été concoctée par lui et son ingénieur du son. L'album Ready for the Weekend est publié en août 2009 et atteint la première place des classements musicaux britanniques. L'album est finalement certifié disque d'or par la BPI, pour la vente de plus de 100 000 exemplaires.
I'm Not Alone, sorti comme single de l'album en avril 2009, fait ses débuts à la première place des classements britannique, et est nommé pour le Popjustice £20 Music Prize. Le single suivant, Ready for the Weekend est en duo avec la chanteuse Mary Pearce. Là où l'album précédent, I Created Disco, est bien plus rétro, ce second opus livre des sons beaucoup plus éclectiques, Calvin Harris s'orientant vers des tonalités dancefloor sur le single I'm Not Alone tout en conservant le son pop. Dans l'ensemble, l'album se montre très inspiré des tubes eurodance des années 1990, notamment sur les singles Dance wiv Me et Ready for the Weekend. Calvin Harris entame une tournée au Royaume-Uni, en Irlande, en France, aux Pays-Bas, et aux États-Unis, pour promouvoir l'album. Harris se produit lors de l'avant-match au stade de Wembley en octobre 2009 dans le cadre du match de football américain de la NFL International Series entre les Patriots de la Nouvelle-Angleterre et les Buccaneers de Tampa Bay. Il fait ensuite paraître deux singles, Flashback, puis You Used to Hold Me, qui se classent respectivement dix-huitième et vingt-septième des classements musicaux britanniques.
Le 14 novembre 2009, Calvin Harris apparaît brièvement dans l'émission X Factor[Laquelle ?] au cours d'une performance du duo irlandais Jedward, tenant un ananas sur sa tête (en référence à la coiffure des chanteurs). Il est ensuite escorté hors du studio par l'équipe de sécurité, et éjecté du programme ITV2 The Xtra Factor, où il devait se présenter en tant qu'invité la même nuit. Il s'excuse ensuite sur Twitter : « … À la fin de la journée, j'ai mis un ananas sur la tête. Désolé si j'ai embarrassé quelqu'un. » La même semaine, Harris s'exprime sur ce sujet lors du Chris Moyles Show révélant vouloir « parodier l'émission. » Le même jour, le mentor de Jedward, Louis Walsh, figurant au Paul O'Grady Show, accuse Harris d'essayer d'« empiéter » la renommée du duo. En 2009, Katy Perry déclare vouloir travailler avec Calvin Harris. Ils finissent par se rencontrer, mais rien n'aboutira. Harris collabore avec le groupe JLS, en 2010.

### 18 Months(2010–2012)

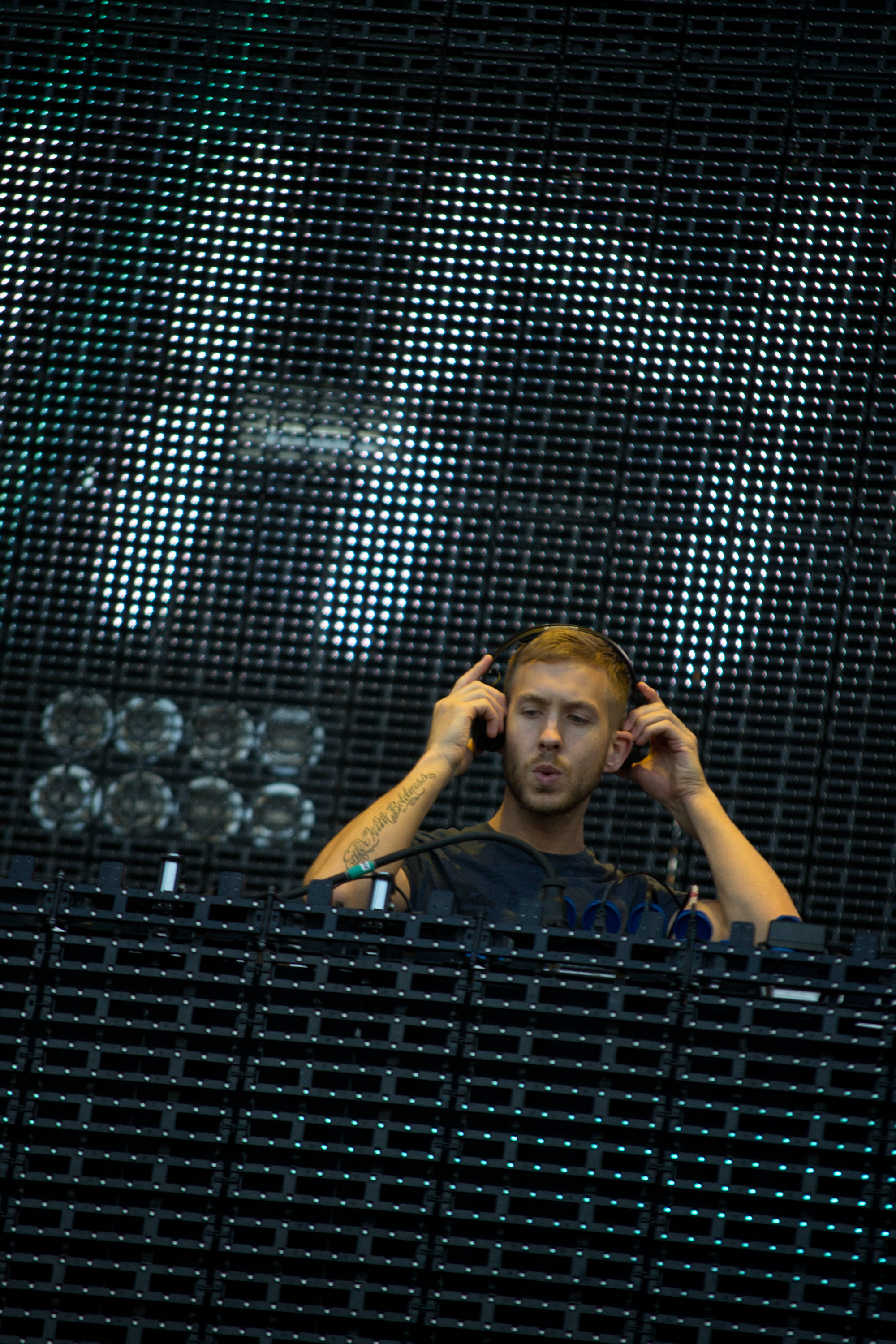
Calvin Harris en 2012.

En 2010, Calvin Harris joue au Big Day Out, un festival organisé dans la plupart des grandes villes d'Australie et de Nouvelle-Zélande. Il participe ensuite à plusieurs festivals dans tout le Royaume-Uni. Il fait paraître, en juillet 2010, un album de mix appelé LED Festival. En novembre puis en décembre 2010, il retourne en Australie pour se produire lors du Steresonic Festival aux côtés de Tiësto, Carl Cox, Afrojack et Major Lazer, dans les grandes villes australiennes telles que Sydney et Melbourne. En 2011, il se produit en première partie pendant le The Loud Tour de Rihanna. La chanteuse déclare à propos de Calvin Harris qu'il « apporte quelque chose de spécial aux fans ». Il collabore aussi avec Rihanna sur le morceau We Found Love, devenu un succès planétaire. Calvin Harris dévoile son single promotionnel Awooga lors d'un concert en Australie en mars 2011 dont le clip est issu d'images de sa tournée australienne. Il sort ensuite Bounce, premier « vrai » single de l'album (Awooga n'étant que la face B de Bounce) en collaboration avec la chanteuse Kelis et se classe deuxième dès son entrée au classement des classements musicaux britanniques en juin 2011.
Le deuxième single de son nouvel album, Feel So Close, est publié en août 2011. Il s'agit de la première apparition de Calvin Harris dans le classement du Billboard Hot 100 aux États-Unis. Il participe à plusieurs festivals et sort en avril 2012, un autre single, Let's Go en duo avec le chanteur Ne-Yo. Le single se classe deuxième en Grande-Bretagne, sixième en Irlande, et dixième aux États-Unis. Ce morceau est également entendu dans la publicité de Pepsi Kick in the Mix avec la présence de plusieurs joueurs internationaux de Football comme Lionel Messi, Didier Drogba et Franck Lampard. Le quatrième single de l'album, en duo avec Example s'intitule We'll Be Coming Back et sort en juillet 2012. Le clip présente Example et Calvin Harris lors d'une poursuite en voiture. Le single atteint la deuxième place des classements musicaux en Angleterre, et la première en Irlande et en Écosse. Le cinquième single de l'album, en duo avec la chanteuse Florence Welch s'intitule Sweet Nothing ; il devait sortir en octobre 2012, mais est finalement publié au mois de septembre, après une autre collaboration avec Florence Welch, sur un morceau intitulé Spectrum. Ces singles préfigurent le troisième album de Calvin Harris qui sort en octobre 2012. Calvin Harris parle de l'album comme étant un album de « dance épique grâce à des sons qu'il ne pouvait pas composer auparavant ». Il annonce en août 2012, sur Twitter, le nom de son nouvel album, 18 Months, et la participation de Kelis, Rihanna, Example, Nicky Romero, Ellie Goulding, Tinie Tempah, Florence Welch, Dizzee Rascal, Ne-Yo, Ayah et Dillon Francis.
Calvin Harris devient le disc jockey des MTV Video Music Awards 2012 organisé au Staples Center à Los Angeles, où il gagne le prix du meilleur clip vidéo de musique électronique pour Feel So Close, et le prix du meilleur clip de l'année avec Rihanna pour We Found Love,. Il bat le nombre de singles issus du même album placés dans le top 10 britannique : neuf, record détenu jusque-là par Michael Jackson, sept.

### Motion(2013–2016)
En 2013, à la suite du Grand Prix de Bahreïn de Formule 1, il réalise une performance live durant un concert avec divers artistes.
Harris fait paraître son quatrième album, Motion le 4 novembre 2014. Il inclut les titres Under Control, Summer, Outside et Blame. Le single Slow Acid est publié comme single promotionnel le 14 octobre 2014. Peu après, il est l'un des rares artistes à dépasser le milliard d'écoutes sur Spotify.

### Funk Wav Bounces Vol. 1(2017–2019)
Le 30 juin 2017, Calvin Harris lance son nouvel album, Funk Wav Bounces Vol. 1, sous le label Columbia Records, avec un premier extrait, Slide. Plusieurs artistes collaborent à l'album parmi lesquels Travis Scott, Ariana Grande, Kehlani, Future, Katy Perry, Big Sean, John Legend, DJ Khaled, Schoolboy Q, D.R.A.M., Nicki Minaj, Lil Yachty, Jessie Reyez, PartyNextDoor et Snoop Dogg. L'album s'impose à la 2e place du classement britannique des meilleures ventes d'album rapidement à sa sortie[réf. nécessaire]. Le titre Feels obtiendra un large succès mondial.

### Love Regenerator(2020–2021)
Début 2020, Calvin Harris lance son nouveau projet nommé Love Regenerator, un alias orienté vers les styles techno, acid et breaks dont les sonorités viennent tout droit des années 1990, tous les synthétiseurs utilisés pour la production des titres proviennent d'ailleurs de cette période. Le 23 janvier 2020 sort le premier EP intitulé Love Regenerator 1 incluant les titres Hypnagogic (I Can't Wait) et CP-1, très vite suivi le 14 février 2020 par le second EP Love Regenerator 2 où on retrouve les titres The Power of Love II et Regenerate Love. Love Regenerator 3, sort le 13 mars 2020 et comprend les titres Give Me Strength, Peace Love Happiness et Peace Love Happiness (Acid Reprise). Le dernier EP en date du projet, Love Regenerator x Eli Brown sort le 4 avril 2020, dans lequel Harris collabore avec le disc jockey anglais Eli Brown. Le 17 juillet 2020, Calvin Harris sort le premier single du projet Love Regenerator intitulé Live Without Your Love, collaborant avec Steve Lacy. Le 28 août 2020, Over Now, une collaboration entre Calvin Harris et le chanteur canadien The Weeknd est sortie en single.

### Funk Wav Bounces Vol. 2(depuis 2022)
Le 3 mars 2022, Calvin Harris annonce sur son compte Twitter son sixième album intitulé Funk Wav Bounces Vol. 2. Le premier titre de son album est dévoilé le 27 mai de cette même année. Ce titre intitulé Potion est en featuring avec la chanteuse britannique Dua Lipa et le rappeur américain Young Thug. Le 29 juin 2022, Calvin Harris annonce la date de sortie de son nouvel album qui aura lieu le 5 août 2022. Il annonce notamment que de nombreux artistes prendront part à l'album, comme dans son premier album, avec la participation de Charlie Puth, Swae Lee, Pusha T, Normani, Halsey, Justin Timberlake, Snoop Dogg et d’autres.
Le 1er juillet 2022, un nouveau morceau est dévoilé intitulé New Money avec 21 Savage, ainsi que la sortie de deux autres singles,.

## Vie personnelle
L'année 2013 est marquée pour Calvin Harris, par sa relation amoureuse avec la chanteuse britannique Rita Ora. Ils se séparent le 7 juin 2014,.
Il commence à sortir avec le mannequin américain Aarika Wolf en 2014, après que Aarika Wolf soit apparu dans le clip de sa chanson Blame. Ils se séparent en 2015. Entre mars 2015 et mai 2016, il est en couple avec la chanteuse et auteur-compositrice Taylor Swift, faisant d'eux le « couple de célébrités le mieux payé au monde » d'après Forbes,.
Calvin Harris et Aarika Wolf se remettent ensemble en 2017 et rompent en 2022. En janvier 2022, Calvin Harris commence à sortir avec la présentatrice de télévision britannique Vick Hope (en). Ils se sont mariés le 9 septembre 2023.

## Concerts et tournées
- Groove Armada : Soundboy Rock Tour (2007)
- Faithless : To All New Arrivals Tour (2007)
- Ready for the Weekend tour (2009–2010)
- Deadmau5 et Skrillex : Unhooked Tour (2010)
- Rihanna : Last Girl on Earth Tour et The Loud Tour (2011)
- Budweiser Made in America Festival – Philadelphie, PA (2012)

## Discographie
- 2007 : I Created Disco
- 2009 : Ready for the Weekend
- 2012 : 18 Months
- 2014 : Motion
- 2017 : Funk Wav Bounces Vol. 1
- 2022 : Funk Wav Bounces Vol. 2
- 2024 : 96 Months

## Distinctions
(mai 2025).

### Récompenses
- NME Awards 2009 : Best Dancefloor Filler (meilleur artiste de Dance) pour Dance wiv Me
- The Music Producers Guild Awards 2009 : Best Remixer (meilleur remixeur)
- International Dance Music Awards 2012 :
  - Best R&B/Urban Dance Track (meilleure musique R&B/urbaine/dance) pour We Found Love (avec Rihanna)
  - Best Commercial/Pop Dance Track (meilleure musique pop/dance) pour We Found Love
- MTV Video Music Awards 2012 :
  - Video of the Year (clip de l'année) pour We Found Love
  - Best Electronic Video (meilleur clip d'electro) pour Feel So Close
- mtvU Woodie Awards 2012 : EDM Effect Woodie (meilleure musique électro/dance) pour We Found Love
- ASCAP Pop Music Awards 2013 : Best Performed Song (meilleure chanson interprétée) pour We Found Love (avec Rihanna), Let's Go (avec Ne-Yo), Where Have You Been (avec Rihanna) et Feel So Close
- Grammy Awards 2013 : Best Short Form Music Video (meilleur clip) pour We Found Love
- International Dance Music Awards 2013 : Best Commercial/Pop Dance Track (meilleure musique commerciale de pop/dance) pour  Sweet Nothing (avec Florence Welch)
- Ivor Novello Awards 2013 : Songwriter Of The Year (auteur de l'année)
- NME Awards 2013 : Dancefloor Anthem pour Sweet Nothing

### Nominations
- BT Digital Music Awards 2007 :  Best Electronic Artist or DJ (meilleur DJ)
- Q Awards 2007 : Best Breakthrough Artist (meilleure révélation)
- Popjustice £20 Music Prizes 2008 pourDance wiv Me (avec Dizzee Rascal et Chrome)
- Shortlist Music Prizes 2008 pour I Created Disco
- XFM New Music Awards 2008 pour I Created Disco
- BRIT Awards 2009 : British Single (single britannique) pour Dance wiv Me
- Ivor Novello Awards 2009 : Best Contemporary Song pour Dance wiv Me
- Popjustice £20 Music Prize 2009 : Best Contemporary Song pour I'm Not Alone
- BRIT Awards 2010 : Best British Male (meilleur artiste masculin britannique)
- American Music Awards 2012 : Favorite Electronic Dance Music (meilleure musique électro/dance)
- Billboard Music Awards 2012 : Top Radio Song (chanson mieux classée) pour We Found Love
- International Dance Music Awards 2012 :  Best Video (meilleur clip) pour We Found Love
- MTV Europe Music Awards 2012 :
  - Best Song (meilleure chanson) pour We Found Love
  - Best Video (meilleur clip) pour We Found Love
  - Best Electronic Act (meilleure musique électronique)
- MTV Video Music Awards 2012 :
  - Best Female Video (meilleur clip féminin) pour We Found Love
  - Best Pop Video (meilleur clip de pop) pour We Found Love
- MTV Video Music Awards Japan 2012 : Best Pop (meilleure musique de pop) pour We Found Love
- Much Music Video Awards 2012 : International Video Of The Year-Artist (clip international de l'année) pour We Found Love
- NRJ Music Awards 2012 : Chanson internationale de l'année  pour We Found Love
- Billboard Music Awards 2013 :
  - Top EDM Song (chanson d'électro/dance mieux classée) pour Sweet Nothing
  - Top EDM Song (chanson d'électro/dance mieux classée) pourFeel So Close
  - Top Dance Artist (artiste de dance mieux classé)
- BRIT Awards 2013 : British Male Solo Artist (meilleur artiste britannique masculin de l'année)
- Grammy Awards 2013 : Best Dance Recording (meilleure musique dance) pour Let's Go (avec Ne-Yo)
- International Dance Music Awards 2013 :
  - Best Progressive Track pour  Sweet Nothing
  - Best Music Video (meilleur clip) pour  Sweet Nothing
  - Best Remixer (meilleur remixeur)
  - Best Artist (meilleur artiste)
- MTV Video Music Awards Japan 2013 : Best Collaboration (meilleure collaboration) pour  Sweet Nothing (avec Florence Welch)
- Scottish Album of the Year 2013 pour 18 Months
- NRJ Music Awards 2022 : DJ de l'année
- NRJ Music Awards 2023 : DJ de l'année
- NRJ Music Awards 2024 : DJ de l'année